# Jürgen Flimm

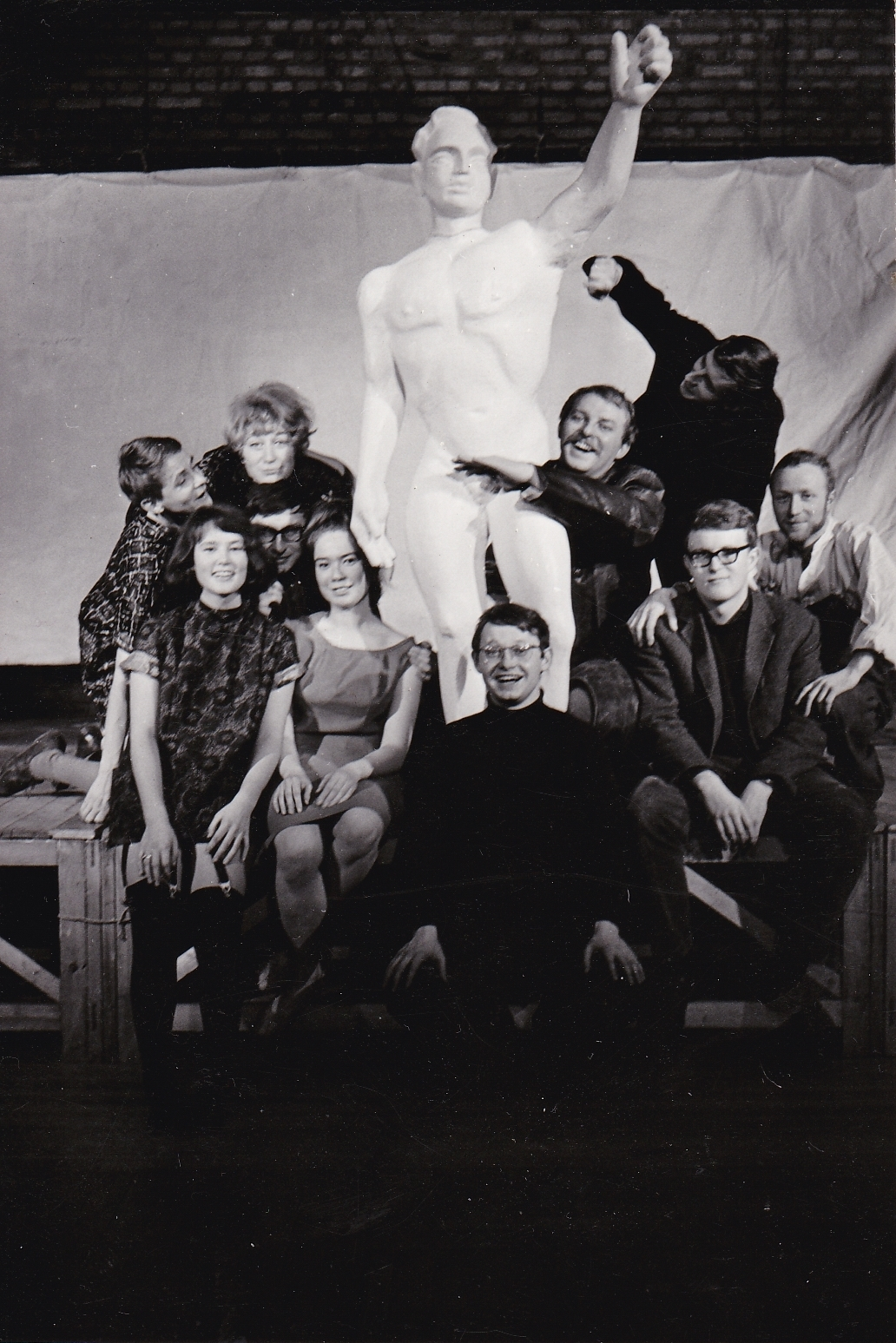
Jürgen Flimm (vorne Mitte), Eberhard Feik (neben der Skulptur) und andere Studenten bei der Probe von Nacht mit Gästen von Peter Weiss an der Studiobühne am Germanistischen Seminar der Uni-Bonn im Februar 1966

Jürgen Flimm (* 17. Juli 1941 in Gießen; † 4. Februar 2023 in Wischhafen-Hamelwörden) war ein deutscher Regisseur, Schauspieler, Intendant und Hochschullehrer. Von 2010 bis 2018 war er Intendant der Berliner Staatsoper Unter den Linden.

## Leben
Jürgen Flimm wuchs in den Kölner Stadtteilen Mülheim und Dellbrück, Siedlung Thielenbruch, als Sohn eines praktischen Arztes auf, der auch am Theater tätig war. So konnte Flimm mit seinem Vater kostenlos Vorstellungen besuchen. Nach dem Abitur am Deutzer Gymnasium Schaurtestraße studierte Jürgen Flimm Theaterwissenschaft, Literaturwissenschaft und Soziologie an der Universität zu Köln. An der Studiobühne Köln, einer Einrichtung der Universität, und der Studiobühne am Germanistischen Seminar der Uni-Bonn erwarb er seine ersten praktischen Erfahrungen. Am 8. Februar 1963 nahm er an der Bühne für sinnliche Wahrnehmung – KONZIL, einem im Rahmen des „Studium Universale“ der Universität Bonn gegründeten kulturellen Forum, teil und wirkte in der Uraufführung des Werks BEWEGUNGEN II 24' 1963 des Komponisten Johannes Fritsch mit (Co-Regie, Pantomime). Seine berufliche Theaterkarriere begann Jürgen Flimm 1968 als Regieassistent an den Münchner Kammerspielen. Ab 1971 wurden seine eigenen Inszenierungen gespielt. 1972 wurde er Spielleiter am Nationaltheater Mannheim und 1973 Oberspielleiter am Thalia Theater Hamburg. Von 1979 bis 1985 war Flimm Intendant des Schauspielhauses der Stadt Köln und von 1985 bis 2000 Intendant des Thalia Theaters. Als Nachfolger von Gründungs-Intendant Gerard Mortier leitete er von 2005 bis 2007 die RuhrTriennale. Nach dem Tod der designierten Folge-Intendantin Marie Zimmermann übernahm er gemeinsam mit Jürgen Krings für das Jahr 2008 die Geschäftsführung der Ruhrtriennale und fungierte als künstlerischer Leiter.
Seine Operntätigkeit begann 1978 mit einer Inszenierung von Luigi Nonos Al gran sole carico d’amore an der Oper Frankfurt. Danach arbeitete er an vielen weiteren Opernhäusern wie der Mailänder Scala, der Metropolitan Opera, dem Royal Opera House Covent Garden, der Berliner Staatsoper Unter den Linden, der Hamburgischen Staatsoper, dem Opernhaus Zürich, bei den Bayreuther Festspielen und bei den Salzburger Festspielen.

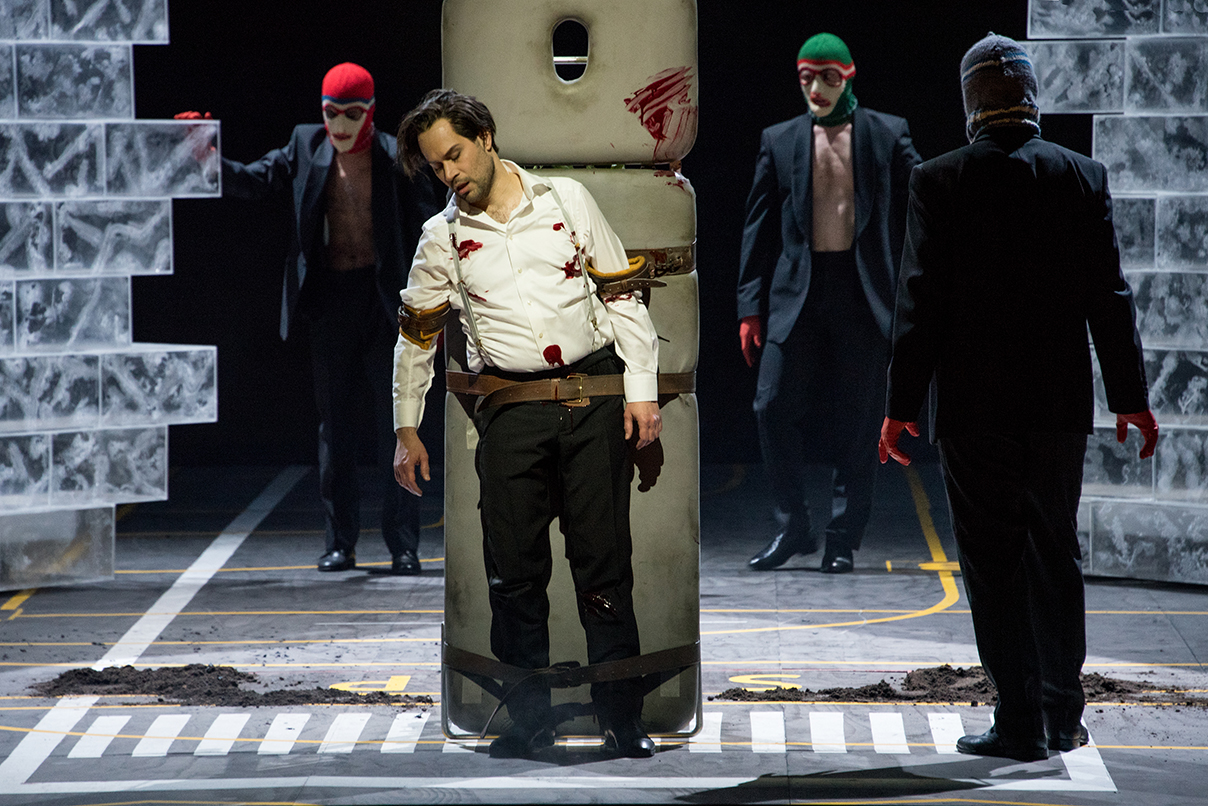
Orpheus und Eurydike, Staatsoper im Schillertheater Berlin, Regie: Jürgen Flimm, 2016

Von 2006 bis 2010 leitete Jürgen Flimm die Salzburger Festspiele. Ab 2009 war er Berater der Berliner Staatsoper Unter den Linden, deren Intendanz er von 2010 bis 2018 übernahm.
Als Fernsehregisseur war Flimm in zwei Folgen der Serie Ein Herz und eine Seele und beim Dokumentarfilm Wer zu spät kommt – Das Politbüro erlebt die deutsche Revolution (1990) tätig. Auch als Darsteller wirkte er in verschiedenen Produktionen mit, beispielsweise in zwei Tatort-Episoden.
Als Hochschullehrer war Jürgen Flimm an der Harvard University, der New York University und als Professor an der Universität Hamburg tätig.
Flimm war evangelischer Konfession. Der Zeitschrift Chrismon sagte er, der Glaube bedeute für ihn Toleranz, Geduld, Nachsicht; während „schlechte Predigten, inspirationslose Pastoren, Frömmelei und liturgisches Geleier“ ihn auf Distanz gehen ließen.
Flimm starb am 4. Februar 2023 im Alter von 81 Jahren in Hamelwörden.

### Familie
1969 heiratete Flimm seine Schauspielkollegin Inge Jansen (1938–2017). Ab 1990 war er mit der Filmproduzentin Susanne Ottersbach-Flimm verheiratet. Mit ihr erwarb er Anfang der 1990er Jahre den Rathshof im Ortsteil Hamelwörden von Wischhafen, ein denkmalgeschütztes reetgedecktes Kehdinger Zweiständerhaus aus dem Jahr 1678, für das er ab 2010 mit Hauptwohnung gemeldet war. Flimms Bruder Dieter (1939–2002) war Architekt, Musiker und Bühnenbildner.

## Ehrungen
- Bundesverdienstkreuz 1. Klasse (23. Mai 1990)[11]
- 1990 wurde er für seine Verdienste mit dem Silbernen Blatt der Dramatiker Union ausgezeichnet.
- 1991 erhielt er (zusammen mit Martin Wiebel, Cordt Schnibben, Claudia Rohe, Hans-Christian Blech und Dirk Dautzenberg) den Adolf-Grimme-Preis mit Silber für „Wer zu spät kommt… Das Politbüro erlebt die deutsche Revolution“
- Großes Bundesverdienstkreuz (4. Oktober 2002)[11]
- Verdienstorden des Landes Nordrhein-Westfalen (2006)
- 2012 wurde er mit dem Johann-Heinrich-Voß-Preis für Literatur und Politik der Stadt Otterndorf geehrt.
- Träger der Medaille für Kunst und Wissenschaft der Freien und Hansestadt Hamburg
- Ehrendoktor der Universität Hildesheim
- 2017 Berliner Bär (B.Z.-Kulturpreis)

Jürgen Flimm war Mitglied der Freien Akademie der Künste Hamburg, der Akademie der Künste (Berlin) der Bayerischen Akademie der Schönen Künste, der Deutschen Akademie der Darstellenden Künste, war von 1999 bis 2013 Präsident des Deutschen Bühnenvereins und war Mitglied des Kuratoriums der Rudolf Augstein-Stiftung.

## Filmografie

### Regisseur
- 1975: Polly oder Die Bataille am Bluewater Creek (von Peter Hacks, mit Cornelia Froboess und Vera Tschechowa)
- 1975: Turandot oder Der Kongreß der Weißwäscher (nach Bertolt Brecht, mit Maria Emo)
- 1976: Ein Herz und eine Seele (Folgen: „Schlußwort“ und „Telefon“)
- 1978: Uns reicht das nicht (mit Herbert Grönemeyer, Eberhard Feik und Uwe Ochsenknecht)
- 1980: Das Käthchen von Heilbronn (nach Heinrich von Kleist, mit Günter Lamprecht und Katharina Thalbach)
- 1981: Polnischer Sommer (mit Rainer Werner Fassbinder und Vadim Glowna)
- 1985: Die Wupper (nach Else Lasker-Schüler)
- 1989: Das Mädl aus der Vorstadt (mit Otto Schenk und Julia Stemberger)
- 1990: Wer zu spät kommt – Das Politbüro erlebt die deutsche Revolution (Doku)
- 1992: L’incoronazione di Poppea von Claudio Monteverdi (Salzburger Festspiele)
- 1991: Der Schwierige (Hugo von Hofmannsthal, mit Karlheinz Hackl und Julia Stemberger)
- 1994: Die Wildente (Henrik Ibsen, mit Hans Christian Rudolph, Ignaz Kirchner, Sven Eric Bechtolf, Will Quadflieg)
- 1996: Figaros Hochzeit, Opernhaus Zürich, Leitung: Nikolaus Harnoncourt, mit Rod Gilfry, László Polgár, Isabel Rey, Cecilia Bartoli; DVD TDK/Arthaus
- 1997: Zwischen Rosen (Film mit Maximilian Schell)
- 2000: Der Ring des Nibelungen von Richard Wagner, Bayreuther Festspiele 2000 bis 2004, Leitung: Giuseppe Sinopoli und Ádám Fischer
- 2001: Don Giovanni von Wolfgang Amadeus Mozart Leitung: Nikolaus Harnoncourt, Rod Gilfry, Cecilia Bartoli, Agnes Baltsa
- 2001: The Rake’s Progress von Igor Strawinsky, Leitung: Ingo Metzmacher, Hamburgische Staatsoper
- 2004: Käthchens Traum (Film mit Tobias Moretti)

### Drehbuchautor
- 1997: Zwischen Rosen

### Darsteller
- 1968: Der Unfall
- 1969: Die Hupe – Eine Schülerzeitung (13 Folgen)
- 1971: Hugo was here (Kurzspielfilm)
- 1971: Tatort: Kressin und der tote Mann im Fleet (TV-Reihe)
- 1973: Mordkommission (Serie)
- 1974: Tatort: Eine todsichere Sache (TV-Reihe)
- 1978: Die schöne Marianne (TV-Reihe), siehe Marianne Ruaux#TV-Serie[13]

- Finkel will sterben
- Der Falschspieler

- 1981: Engel aus Eisen
- 1981: Looping
- 1988: Der Einbruch
- 1988: Der Passagier – Welcome to Germany
- 1994: Der gute Merbach
- 2013: Hai-Alarm am Müggelsee

## Sonstiges
Die Zeichnungen zum Buch Die Mundorgel wurden von Jürgen Flimm beigesteuert.
Von 2004 bis zu seinem Tod 2023 war Jürgen Flimm Schirmherr der Deutschen Multiple Sklerose Gesellschaft Landesverband Hamburg e. V.

## Zitat
„Vor allem wird man sich an den Intendanten Flimm erinnern – an einen Grossen im Nachkriegsdeutschland, das Theater liebend und umarmend. Wegbegleiter preisen seinen klugen Pragmatismus, seinen unerschütterlichen Sinn für Humor.“